# Tracy (Californie)
Tracy est une municipalité californienne de plus de 80 000 habitants, située dans la Vallée de San Joaquin au centre de l'état. Elle fait partie de la banlieue de la ville de Stockton.

## Démographie
| 1930  | 1940  | 1950  | 1960   | 1970   | 1980   |
| ----- | ----- | ----- | ------ | ------ | ------ |
| 3 829 | 4 056 | 8 410 | 11 289 | 14 724 | 18 428 |

| 1990   | 2000   | 2010   | - | - | - |
| ------ | ------ | ------ | - | - | - |
| 33 558 | 56 929 | 82 922 | - | - | - |

## Jumelage
- Memuro (Japon)